# FC Santa Cruz
FC Santa Cruz is een Braziliaanse voetbalclub uit Santa Cruz do Sul in de staat Rio Grande do Sul. De club werd opgericht in 1913. De club speelde 35 seizoenen in de hoogste klasse van de staatscompetitie, waarvan 2013 de laatste keer was. In 2020 won de club de staatsbeker. 

## Erelijst
Copa FGF
2020